# Wani (Indien)

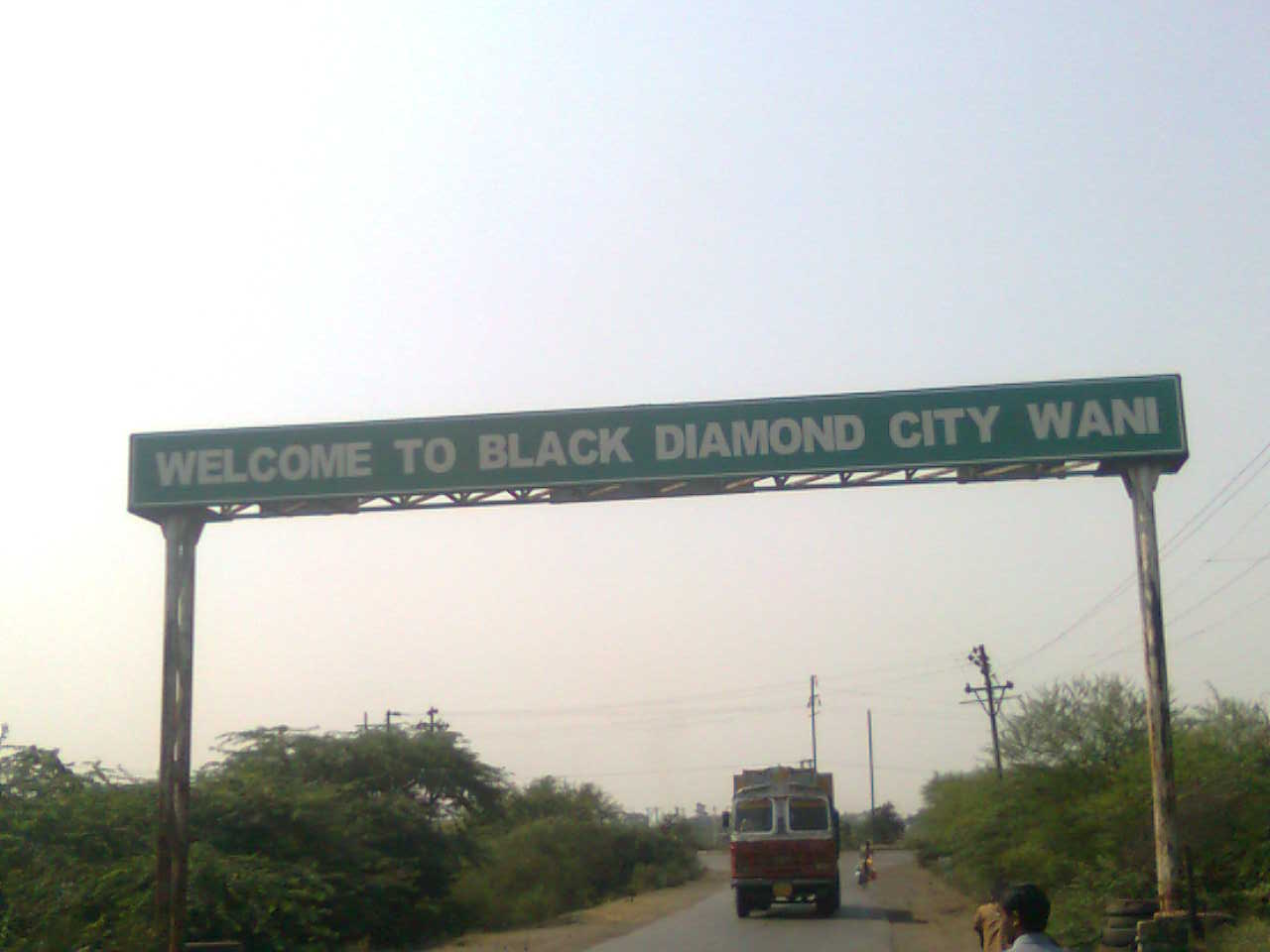
Ortseingang von Wani

Wani ist eine Stadt im indischen Bundesstaat Maharashtra. Die Stadt liegt in der Region Vidarbha.
Die Stadt ist Teil des Distrikts Yavatmal. Wani hat den Status eines Municipal Council. Die Stadt ist in 25 Wards gegliedert. Sie hatte am Stichtag der Volkszählung 2011 insgesamt 58.840 Einwohner, von denen 29.973 Männer und 28.867 Frauen waren. Hindus bilden mit einem Anteil von über 75 % die größte Gruppe der Bevölkerung in der Stadt gefolgt von Muslimen mit über 13 %. Die Alphabetisierungsrate lag 2011 bei 91,44 % und damit deutlich über dem nationalen Durchschnitt.
Die Wirtschaft der Stadt wird hauptsächlich von der Landwirtschaft und den Bergbaubetrieben in der Umgebung bestimmt. Die Stadt trägt Spitznamen "Black Diamond City" aufgrund der riesigen Kohlevorkommen und vielen Kohlengruben im angrenzenden Gebieten.
Der Bahnhof von Wani ist Teil der Central Railway Zone.